# Dicranoloma brevifolium
Dicranoloma brevifolium là một loài rêu trong họ Dicranaceae. Loài này được E.B. Bartram mô tả khoa học đầu tiên năm 1933.